# The Politician
The Politician, ou Le Politicien au Québec, est une série télévisée américaine en 15 épisodes de 28–62 minutes, créée par Ryan Murphy, Brad Falchuk et Ian Brennan diffusée entre le 27 septembre 2019 et le 19 juin 2020 partout dans le monde sur le service Netflix, incluant les pays francophones.

## Synopsis
Payton Hobart est le fils adoptif d'une famille extrêmement riche. Capricieux et ambitieux, Payton a un seul but : devenir président des États-Unis. Mais avant ça, il doit déjà devenir le président du conseil des élèves de son lycée et obtenir un dossier parfait pour entrer à l'université Harvard sans l'aide de sa famille.
Mais l'élection, qui semblait au départ facile à gagner, va vite se compliquer pour Payton. À la suite du suicide de River Barkley, son amant et adversaire à l'élection, il se retrouve face à Astrid Sloan, son ennemie depuis l'enfance qui est aussi ambitieuse que lui.
Il décide de se présenter avec Infinity Jackson, une adolescente atteinte d'un cancer, pour attirer les électeurs avec la triste histoire de la jeune fille. Mais il commence vite à la soupçonner de faire semblant d'être malade pour se faire offrir des cadeaux.

## Distribution

### Acteurs principaux
- Ben Platt (VF : Théo Frilet) : Payton Hobart
- Zoey Deutch (VF : Maryne Bertieaux) : Infinity Jackson
- Lucy Boynton (VF : Daniela Labbé Cabrera) : Astrid Sloan
- Julia Schlaepfer (VF : Julia Boutteville) : Alice Charles
- Laura Dreyfuss (en) (VF : Edwige Lemoine) : McAfee Westbrook
- Theo Germaine (VF : Vincent de Bouard) : James Sullivan
- Rahne Jones (VF : Virginie Emane) : Skye Leighton
- Gwyneth Paltrow (VF : Barbara Kelsch) : Georgina Hobart
- Judith Light (VF : Véronique Augereau) : Dede Standish (saison 2 - invitée saison 1)
- Bette Midler (VF : Michèle Bardollet) : Hadassah Gold (saison 2 - invitée saison 1)

Anciens acteurs principaux :
- David Corenswet (VF : Julien Allouf) : River Barkley (saison 1 - invité saison 2)
- Benjamin Barrett (VF : Franck Lorrain) : Ricardo (saison 1 - invité saison 2)
- Bob Balaban (VF : Hervé Caradec) : Keaton Hobart (saison 1)
- Jessica Lange (VF : Béatrice Delfe) : Dusty Jackson (saison 1)

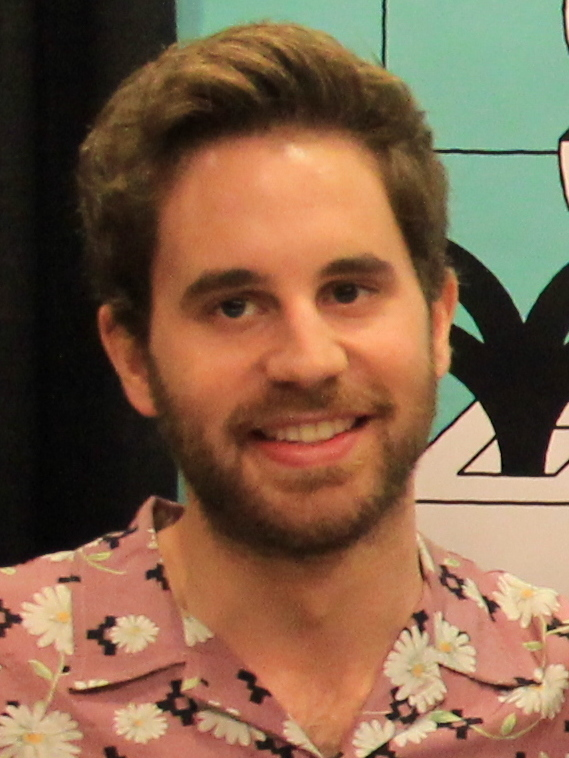
Ben Platt interprète Payton.
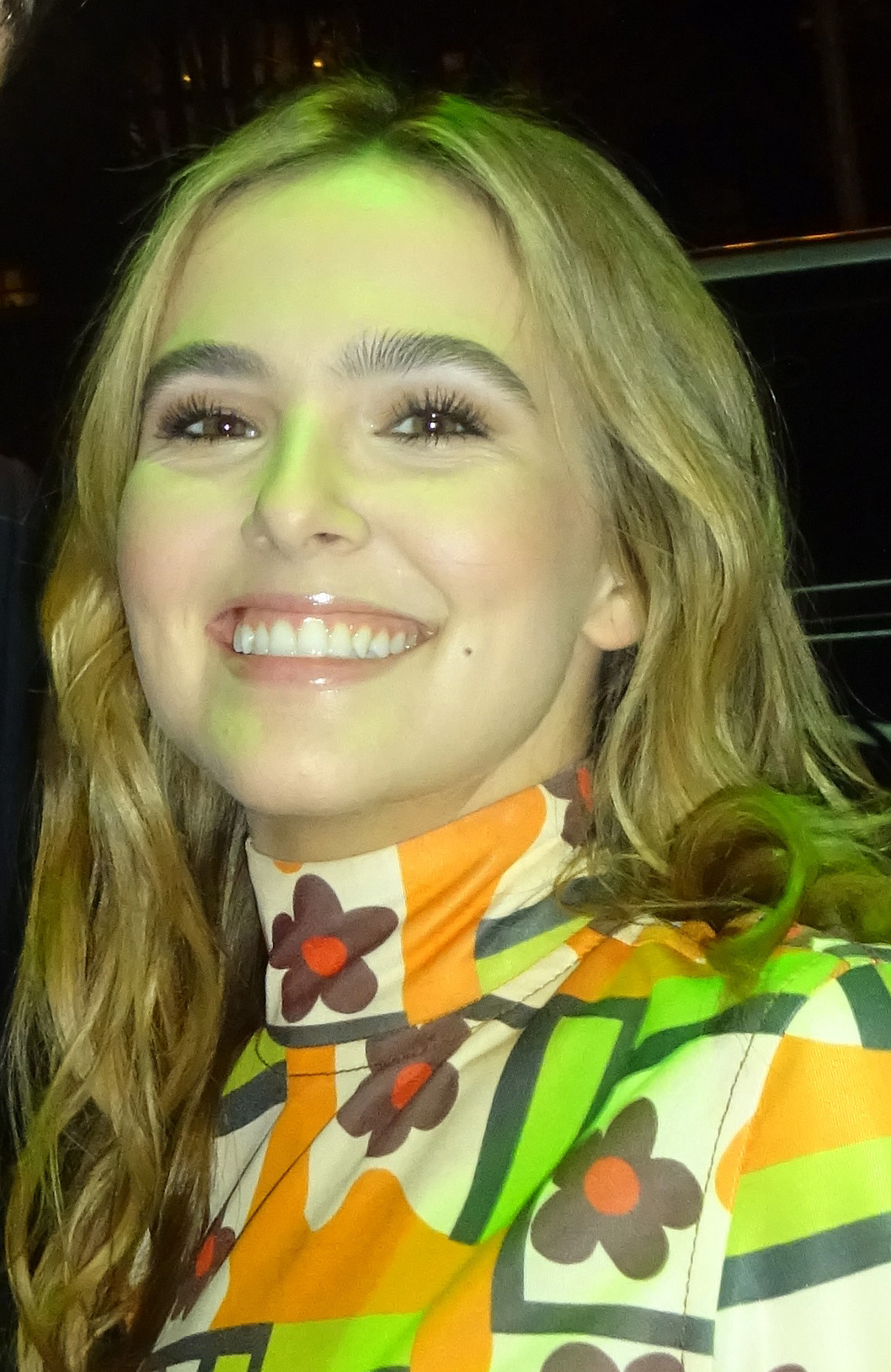
Zoey Deutch interprète Infinity.
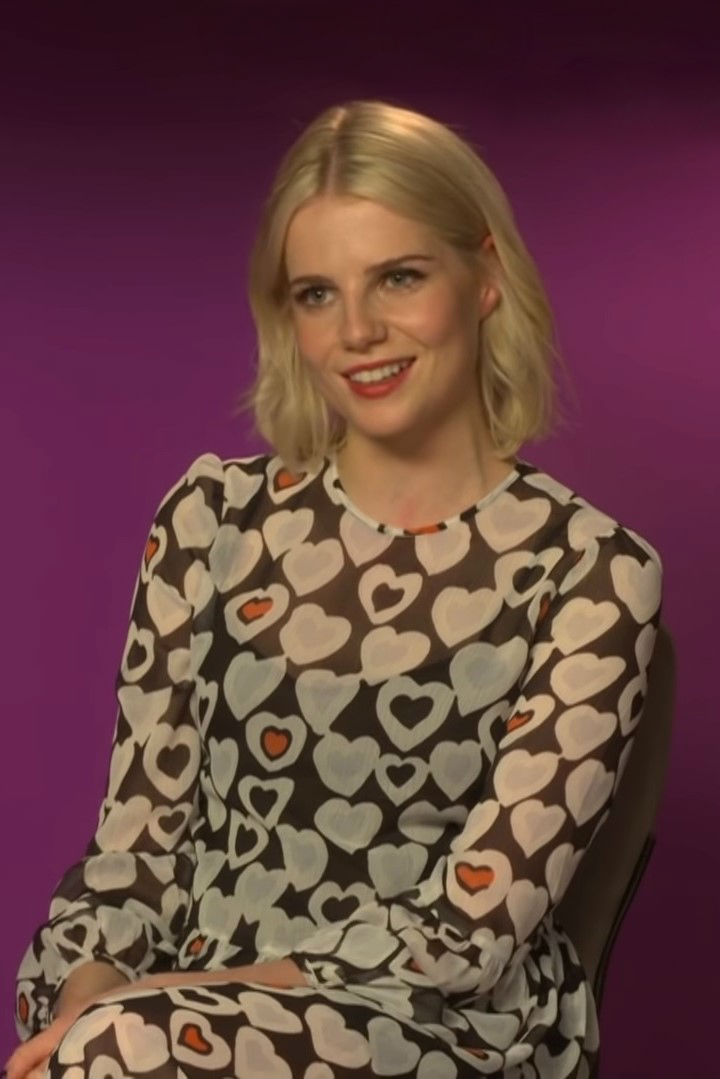
Lucy Boynton interprète Astrid.
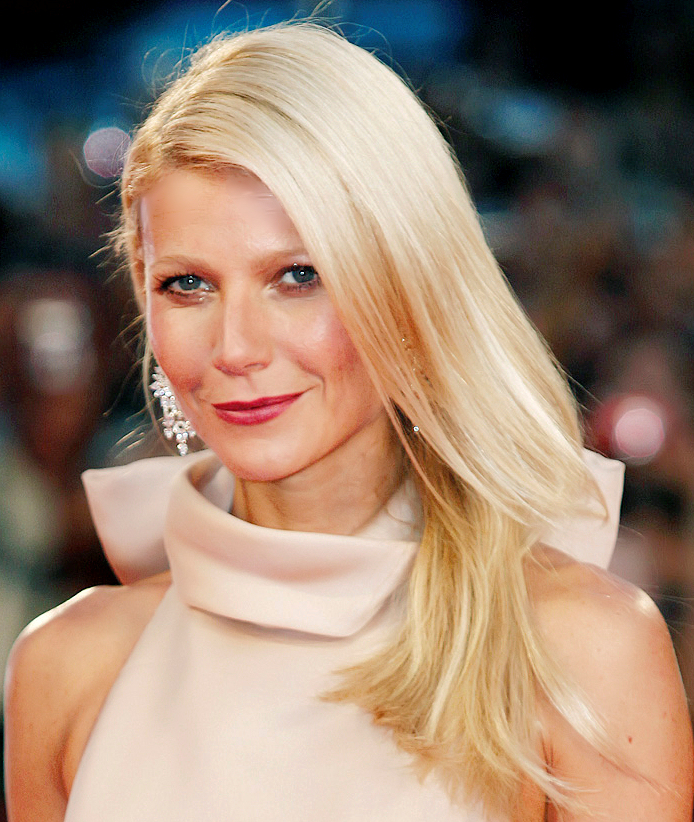
Gwyneth Paltrow interprète Georgina.
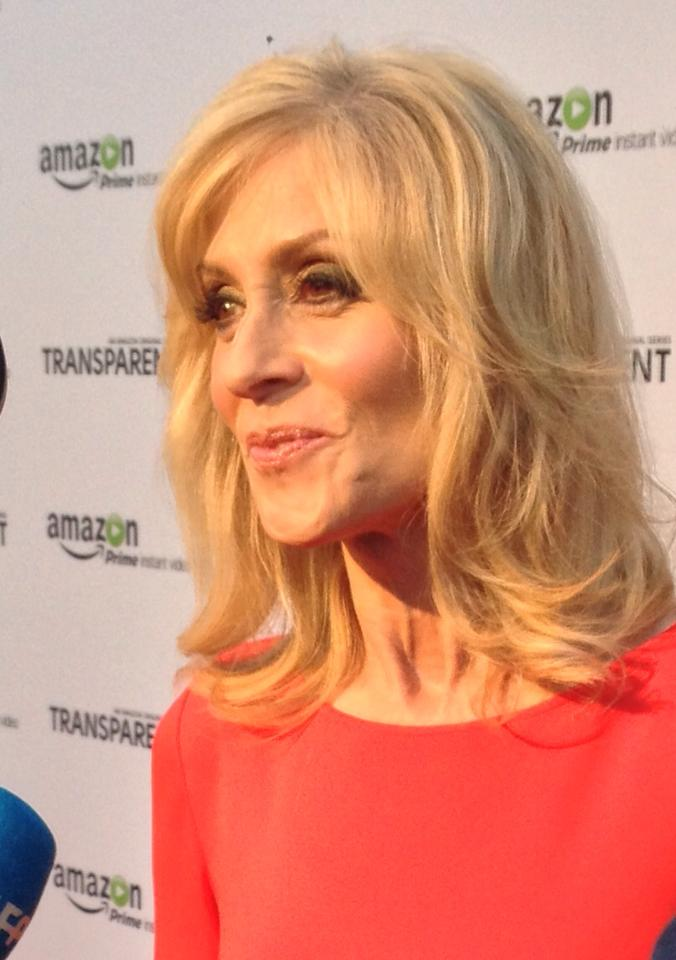
Judith Light interprète Dede.
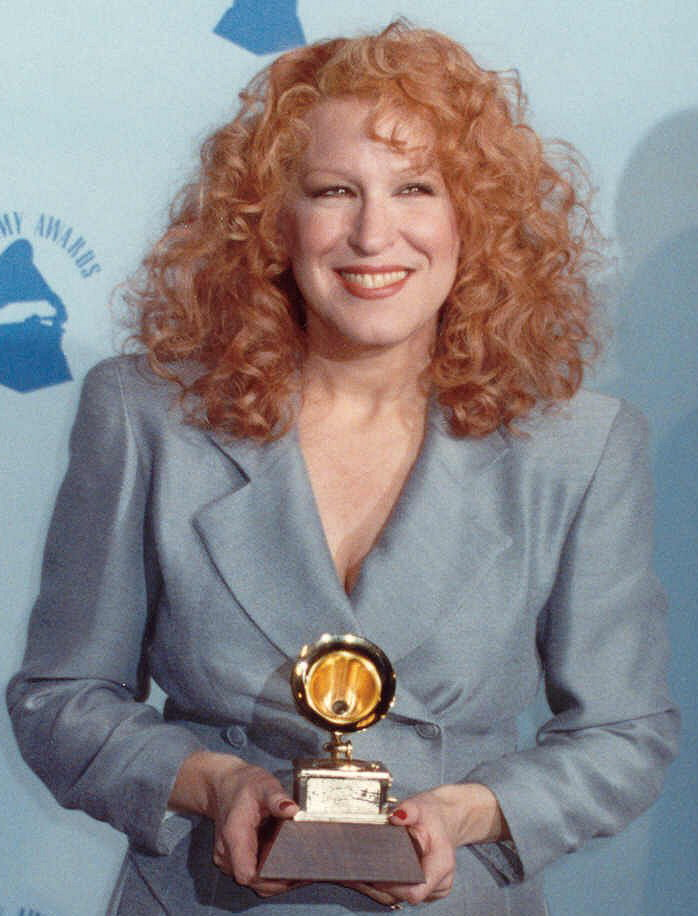
Bette Midler interprète Hadassah.
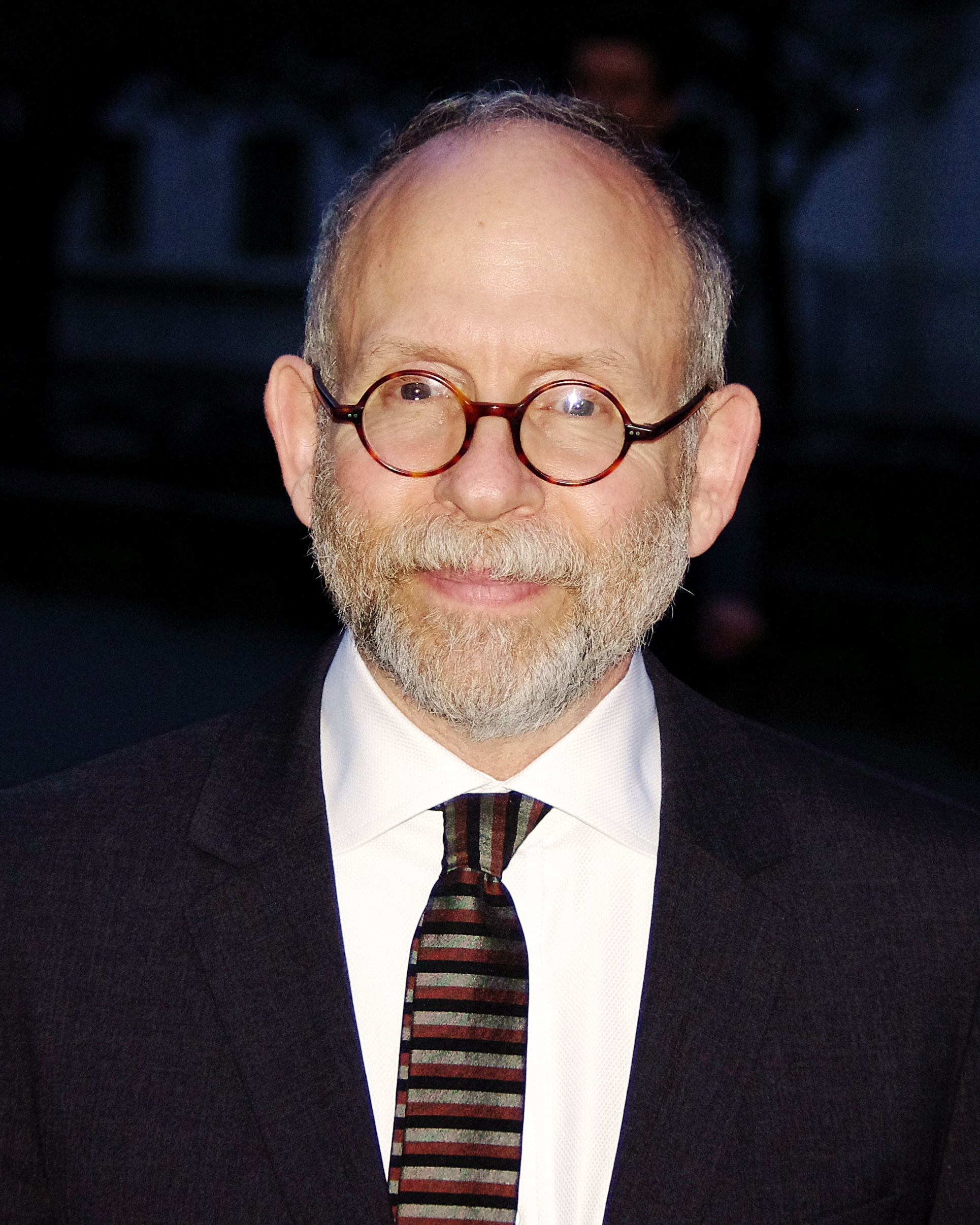
Bob Balaban interprète Keaton.
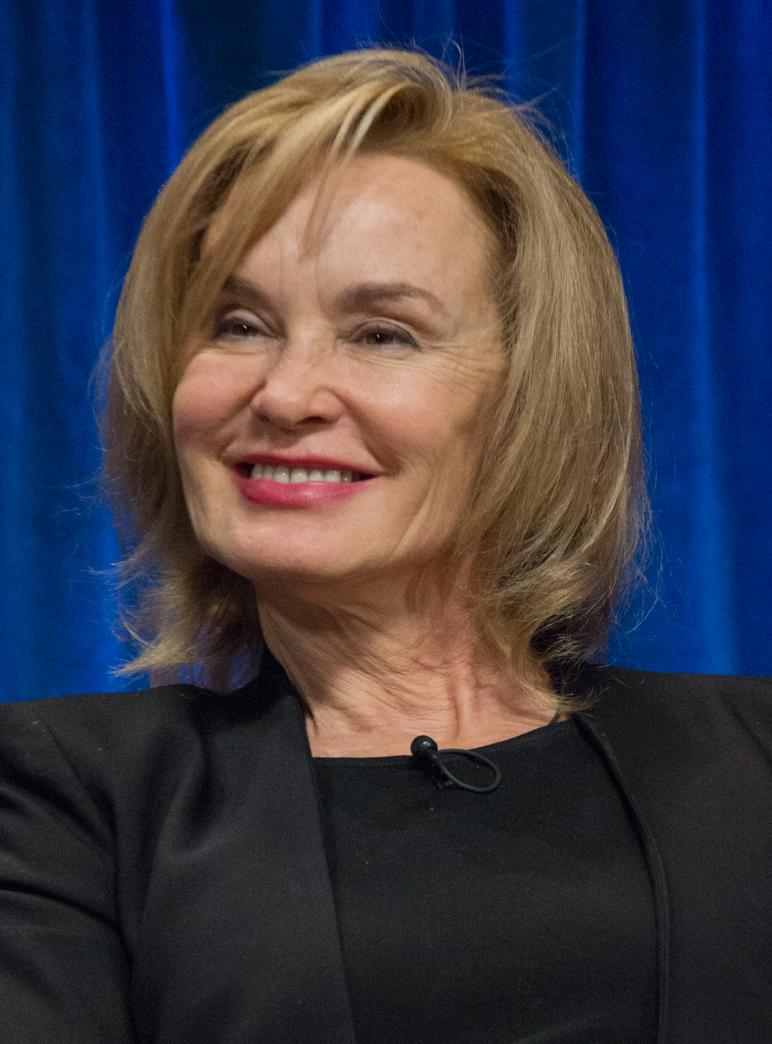
Jessica Lange interprète Dusty.

### Acteurs récurrents
- Ryan J. Haddad (VF : Tony Marot) : Andrew Cashman
- Trevor Mahlon Eason (VF : Stéphane Pouplard) : Martin Hobart
- Trey Eason (VF : Thibaut Lacour) : Luther Hobart
- Koby Kumi-Diaka (VF : Simon Koukissa) : Pierre Toussaint (saison 1)
- Natasha Ofili : la principale Vaughn (saison 1)
- Martina Navrátilová (VF : Valérie Even) : Brigitte (saison 1)
- Dylan McDermott (VF : Xavier Fagnon) : Theo Sloan (saison 1)
- January Jones (VF : Nathalie Karsenti) : Lizbeth Sloan (saison 1)
- Joe Morton (VF : Jean-Paul Pitolin) : Marcus Standish (saison 2 - invité saison 1)
- Teddy Sears (VF : Sylvain Agaësse) : William Ward (saison 2 - invité saison 1)
- Sam Jaeger (VF : Philippe Valmont) : Tino McCutcheon (saison 2 - invité saison 1)
- Jackie Hoffman : Sherry Dougal (saison 2 - invitée saison 1)

 Source et légende : version française (VF) sur RS Doublage et Doublage Séries Database

## Production

### Développement
En février 2019, Netflix annonce la commande de deux saisons pour cette nouvelle création de Ryan Murphy. Cette double commande leur permet de remporter la série qui intéressait également le service Hulu qui était avantagé par sa filiation avec The Walt Disney Company, qui à l'époque était en passe de devenir le propriétaire de 20th Century Fox Television, studio qui produit les séries de Murphy. Le service Prime Video d'Amazon était également dans la course.
En mai 2020, le service fixe le lancement de la seconde saison pour le 19 juin 2020. Peu avant cette annonce, Ryan Murphy dévoile dans une interview qu'en cas de renouvellement, la troisième saison sera la dernière de la série.

### Distributions des rôles
Lors de la commande de la série, il est annoncé que l'acteur et chanteur Ben Platt sera le personnage central de la série et que Gwyneth Paltrow et Barbra Streisand étaient en discussion pour rejoindre la distribution.
En juillet 2018, Zoey Deutch, Lucy Boynton, Laura Dreyfuss et Rahne Jones rejoignent la distribution principale puis en octobre, Dylan McDermott signe pour un rôle récurrent. Le mois suivant, Barbra Streisand révèle dans une interview qu'elle a refusé de rejoindre la série pour se concentrer sur son album Walls et que Jessica Lange, collaboratrice récurrente du trio, prendrait son rôle.
En décembre 2018, Dylan McDermott dévoile que l'actrice January Jones interprétera la femme de son personnage puis en mars 2019, Bette Midler et Judith Light sont annoncés en tant qu'invitées. Par la suite, les deux actrices rejoignent la distribution principale à partir de la deuxième saison

### Tournage
Le tournage de la série se déroule à Los Angeles et dans ses environs. Néanmoins, la série a pour cadre la ville de Santa Barbara, et tout est fait pour rappeler la typicité locale de cette ville, y compris avec les décors intérieurs. Le lycée de la série est fictif. Il est en réalité tourné dans trois établissements différents, dont la Fullerton Union High School, de la municipalité de Fullerton, toujours en Californie,.

## Épisodes
| Saisons | Saisons | Nombre d'épisodes | Diffusion originale sur Netflix |
| ------- | ------- | ----------------- | ------------------------------- |
|         | 1       | 8                 | 27 septembre 2019               |
|         | 2       | 7                 | 19 juin 2020                    |

### Première saison (2019)
Composée de 8 épisodes, elle a été mise en ligne le 27 septembre 2019.
1. Pilote (Pilot)
2. La Commode Harrington (The Harrington Commode)
3. Petites manipulations pré-élections (October Surprise)
4. La Fille prodigue (Gone Girl)
5. La Solitude de l'électeur (The Voter)
6. L'Assassinat de Payton Hobart (The Assassination of Payton Hobart: Part 1)
7. L'Assassinat de Payton Hobart : 2e phase (The Assassination of Payton Hobart: Part 2)
8. Vienna (Vienna)

### Deuxième saison (2020)
Composée de 7 épisodes, elle a été mise en ligne le 19 juin 2020.
1. Un vrai New-Yorkais (New York State of Mind)
2. Trouples et troubles (Conscious Unthroupling)
3. "Cancel" tout ! (Cancel Culture)
4. La Dernière chance (Hail Mary)
5. Les électeurs (The Voters)
6. Oh la belle boîte ! (What's in the Box?)
7. Le jour du scrutin (Election Day)

## Accueil

### Critiques
La première saison de la série a divisé la critique aux États-Unis. Sur le site agrégateur de critiques Rotten Tomatoes, elle recueille 57 % de critiques positives, avec une note moyenne de 6,74/10 sur la base de 89 critiques collectées. Le consensus critique établi par le site résume que « même si la série n'arrive pas à tenir ses promesses, elle livre un Soap opera satirique qui devrait plaire aux fans de Ryan Murphy ».
Sur Metacritic, la saison obtient la note positif de 66/100 basée sur 32 critiques collectées.

## Bande originale
La première saison de la série contient quatre numéros musicaux. Ces chansons, principalement interprétées par Ben Platt, ont été éditées sous forme d'EP par Atlantic Records.
| 1.    | River                 | Ben Platt                   | 4:08 |
| 2.    | Unworthy Of Your Love | Ben Platt feat. Zoey Deutch | 3:33 |
| 3.    | Vienna                | Ben Platt                   | 3:30 |
| 4.    | Run Away              | Ben Platt                   | 3:38 |
| 14:48 |                       |                             |      |

## Distinctions
Sauf indication contraire, les informations mentionnées dans cette section peuvent être confirmées par la base de données cinématographiques IMDb,  présente dans la section « Liens externes ».

### Nominations
- GLAAD Media Awards 2020 : Meilleure série dramatique
- Golden Globes 2020 : 
  - Meilleure série musicale ou comique
  - Meilleur acteur dans une série musicale ou comique pour Ben Platt
- Creative Arts Emmy Awards 2020 :
  - Meilleure actrice invitée dans une série télévisée comique pour Bette Midler
  - Meilleur costumes contemporains pour une série
  - Meilleure coiffure contemporaine pour une série
  - Meilleur maquillage pour une série - Non-prothésique
  - Meilleur design du générique
- Gold Derby TV Awards 2020
  - Meilleur acteur comique pour Ben Platt
  - Meilleure actrice comique invitée pour Bette Midler